# Geophis damiani
Espèce
Statut de conservation UICN

 CR B1ab(iii) : 
En danger critique
Geophis damiani  est une espèce de serpents de la famille des Dipsadidae.

## Répartition
Cette espèce est endémique du département de Yoro au Honduras. Elle se rencontre entre 1 680 et 1 750 m d'altitude sur le Cerro Texiguat.

## Description
L'holotype de Geophis damiani, un mâle adulte, mesure 327 mm dont 60 mm pour la queue. Cette espèce a le dos gris noirâtre avec des anneaux de couleur rouge.

## Étymologie
Cette espèce est nommée en l'honneur de Damian Almendarez.

## Publication originale
- Wilson, McCranie & Williams, 1998 : A new species of Geophis of the sieboldi group (Reptilia: Squamata: Colubridae) from northern Honduras. Proceedings of the Biological Society of Washington, vol. 111, p. 410-417 (texte intégral).